# 어깨뼈

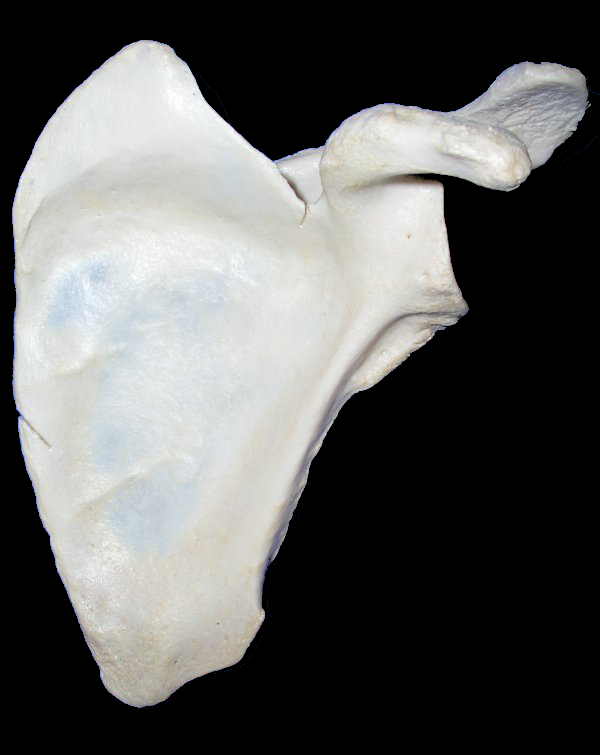

어깨뼈 또는 견갑골(肩胛骨, 영어: scapula, shoulder blade)은 해부학에서 쇄골과 함께 두 팔(위팔뼈)과 몸통을 연결하는 뼈이다. 정식 해부학 용어는 아니나, 일반인들 사이에서는 날개뼈라고도 불린다.
견갑골은 어깨의 등쪽 부위를 형성한다. 인간의 견갑골은 평평하며 대충 삼각형 모양이고 흉곽의 뒷면에 좌우 대칭으로 제2 ~ 제7늑골에 걸쳐 있다.

## 구조

### 표면

#### 전면 또는 어깨뼈밑오목
어깨뼈밑오목(subscapular fossa, 견갑하와)

## 같이 보기
- 날개어깨뼈
- 어깨
- 팔이음뼈
- 부리돌기
- 어깨뼈봉우리